# Willard Katsande
Willard Katsande (ur. 15 stycznia 1986 w Mutoko) – zimbabwejski piłkarz występujący na pozycji pomocnika.
Willard Katsande początkowe lata kariery spędził w lokalnych klubach. W 2009 roku z Gunners FC został mistrzem Zimbabwe. W 2010 roku został graczem południowoafrykańskiego Ajaksu Kapsztad. Po zakończeniu sezonu przeszedł do Kaizer Chiefs FC. W barwach zespołu z Soweto w 2013 roku wywalczył Puchar Republiki Południowej Afryki. Dwukrotnie został też mistrzem RPA (w latach 2013 i 2015). W sezonie 2021/2022 grał w Sekhukhune United FC.
W reprezentacji Zimbabwe gra od 2009 roku. Został powołany na Puchar Narodów Afryki 2017.